# Aristolochia vitiensis
Aristolochia vitiensis là một loài thực vật có hoa trong họ Aristolochiaceae. Loài này được A.C.Sm. mô tả khoa học đầu tiên năm 1950.